# 睢坤
睢坤（16世紀—1630年代），字他石，山東東昌府臨清州丘縣人，明朝政治人物。

## 生平
睢坤是萬曆四十三年（1615年）的舉人，之後連續四次會試中副榜，任清豐教諭後依然參與會試，之後陞任故城知縣，愛民如子、處事勤勞，亦留心教化，接濟貧困士子以示激勵，不久科舉中式者漸多。他為刑政簡單、個性廉潔，與民休息，人稱「只飲甘陵一盃水」，在任內去世，士民都為他哭泣。

## 引用
1. 1 2  雍正《邱縣志·卷六·人物志》：睢坤，字他石，萬曆乙卯舉人。積學苦志，四赴禮闈中乙榜者。再授直隸清豐教諭，仍一再上公車。陞故城知縣，撫恤百姓如子，躬駕勸勞，繼以教化，境內熙如也。加意造士，士有貧不能糊口者賙之，士以益勵，掇巍科者至肩相比。政簡刑清，與民休息，廉潔自好，可謂只飲甘陵一盃水，卒于官，士民哭之。
2. ↑  《古今圖書集成·明倫彙編·氏族典·第四十八卷》：睢坤 按《丘縣志》 坤字他石，萬曆乙卯舉人。積學苦志，四赴禮闈中乙榜者。再授直隸清豐教諭，陞故城知縣，撫恤百姓如子，躬駕勸勞，繼以教化，境內熙如也。加意造士，士有貧不能糊口者，賙之，士以益勵，掇巍科者至肩相比。政簡刑清，與民休息，廉潔自好。卒于官。